# Carl Nielsen
Carl August Nielsen (n. 9 iunie 1865 - d. 3 octombrie 1931), considerat ca cel mai mare compozitor al Danemarcei, a fost, de asemenea, dirijor și violonist. S-a născut la Nørre Lyndelse lângă Sortelung, insula Funen.